# Morgan Schild
Morgan Schild (Rochester, 25 agosto 1997) è una sciatrice freestyle statunitense, specialista nelle gobbe.

## Biografia
In Coppa del Mondo ha esordito il 21 marzo 2013 a La Plagne (20ª).
Nel 2018 ha preso parte per la terza volta ai XXIII Giochi olimpici invernali a Pyeongchang venendo eliminata nel primo turno della finale classificandosi quindicesima nella gara di gobbe.

## Palmarès

### Coppa del Mondo
- Miglior piazzamento in classifica generale: 12ª nel 2015.
- 5 podi:
  - 2 vittorie
  - 3 terzi posti

#### Coppa del Mondo - vittorie
| Data            | Luogo       | Paese       | Disciplina |
| --------------- | ----------- | ----------- | ---------- |
| 1 marzo 2015    | Tazawako    | Giappone    | DM         |
| 2 febbraio 2017 | Deer Valley | Stati Uniti | MO         |

Legenda:

MO = gobbe

DM = gobbe in parallelo